# استيبان توليدو
استيبان توليدو (بالإسبانية: Esteban Toledo)‏ هو لاعب غولف مكسيكي، ولد في 10 سبتمبر 1962 في مكسيكالي في المكسيك.

## وصلات خارجية
- الموقع الرسمي
- استيبان توليدو على موقع رابطة لاعبي الغولف المحترفين (الإنجليزية)
- استيبان توليدو على موقع رابطة اليابان للاعبي الغولف المحترفين (الإنجليزية)
- استيبان توليدو على موقع التصنيف العالمي الرسمي للغولف (الإنجليزية)